# خربة الدير (بيت لحم)
خربة الدير  هي قرية فلسطينية تقع على بعد عشرة كيلومترات جنوب مدينة بيت لحم وسط الضفة الغربية. وفقاً لبيانات الجهاز المركزي للإحصاء الفلسطيني بلغ عدد سكان القرية في منتصف عام 2006 حوالي 1،564 نسمة.

## الموقع الجغرافي
تتميز بموقع استراتيجي حيث يمر منها شارع رئيسي يربط بين محافظة الخليل وباقي مدن الضفة. تشتهر القرية بالأبار الارتوازية التي توفر المياه لعدد من المناطق المجاورة، بما في ذلك مدينة بيت لحم والخليل.